# ۱ ست ایتکولوو
۱ ست ایتکولوو (به لاتین: 1st Itkulovo) یک منطقهٔ مسکونی در روسیه است که در باشقیرستان واقع شده‌است.